# Belo Horizonte
Belo Horizonte (prononciation en portugais brésilien : /ˈbɛlu oɾiˈzõtʃi/ ; litt. en français : « Bel Horizon ») est la plus grande ville et la capitale de l'État de Minas Gerais au Brésil. Conçue en 1894 par les architectes Aarão Reis (pt) et Francisco de Paula Bicalho (pt), elle est inaugurée en 1897. Le nom de la ville est souvent abrégé en BH par les brésiliens (prononcé « béhaga »).

## Géographie

### Site

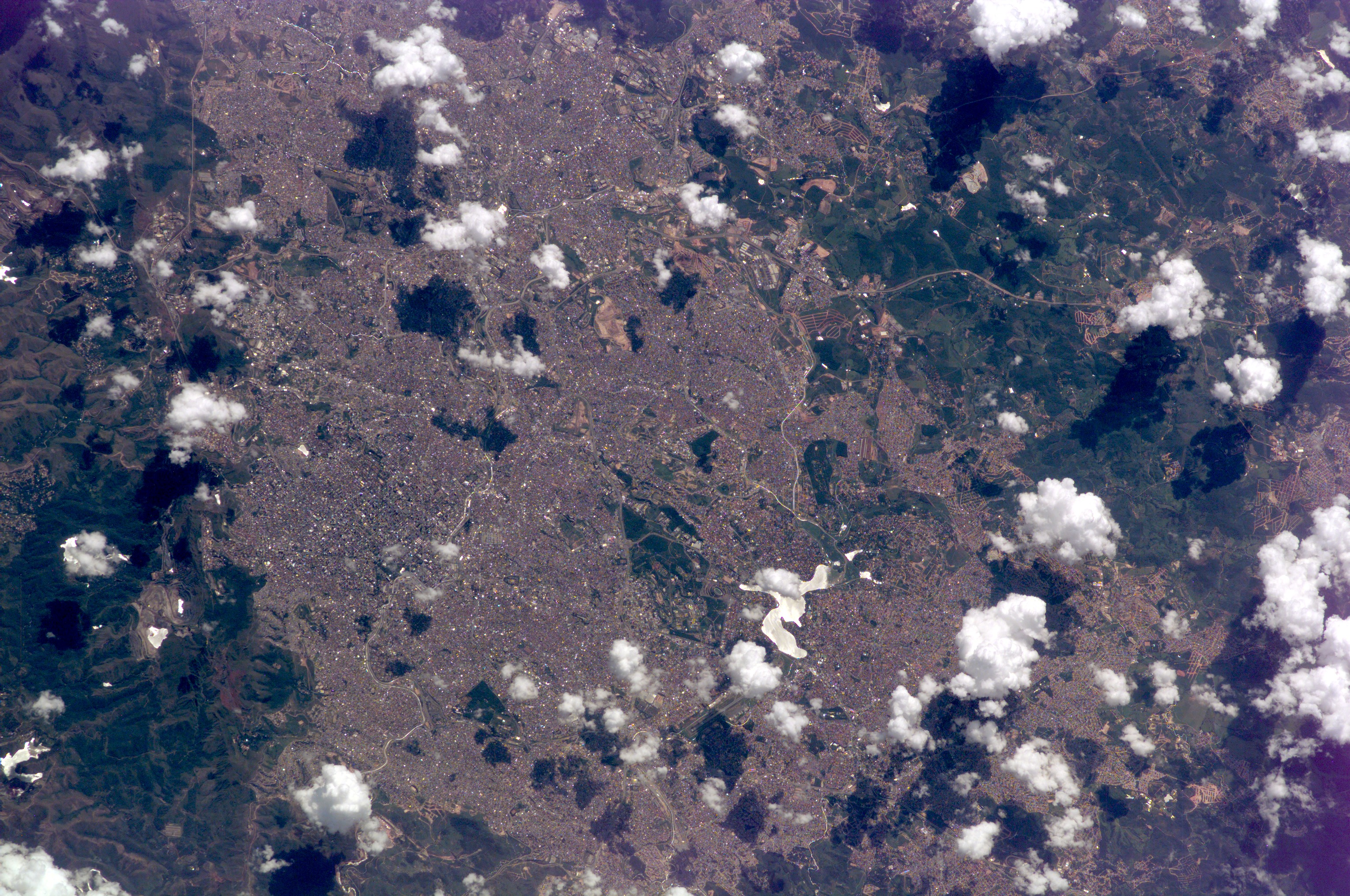
Image satellite de Belo Horizonte.

La superficie de la commune est de 331,4 km2. L'altitude au centre de la ville est de 852 mètres, variant de 650 mètres à 1 538 mètres, la plus grande partie de la commune se situant entre 750 mètres et 1 000 mètres.

### Climat
Le climat à Belo Horizonte est de type tropical de savane, avec deux saisons principales :
- une saison sèche (période allant de mai à septembre), avec des températures pouvant baisser jusqu'à 8 °C ou 10 °C durant la nuit ;
- une saison humide, marquée par de fortes pluies et une température moyenne de 21,9 °C[4], entre les mois d'octobre et avril. Lors des épisodes les plus chauds, la température peut monter à 35, voire 37 °C (record de températures de 37,4 °C, enregistré le 22 octobre 2015[5]).

Le total des précipitations annuelles s'élève lui à environ 1 500 mm.
| Mois         | jan. | fév. | mars | avril | mai  | juin | jui. | août | sep. | oct. | nov. | déc. | année |
| ------------ | ---- | ---- | ---- | ----- | ---- | ---- | ---- | ---- | ---- | ---- | ---- | ---- | ----- |
| T. min. moy. | 18,8 | 19   | 18,8 | 17,3  | 15   | 13,4 | 13,1 | 14,4 | 16,2 | 17,5 | 18,2 | 18,4 | 16,67 |
| T. moy. (°C) | 23,5 | 23,9 | 23,7 | 22,4  | 20,5 | 19,2 | 18,9 | 20,5 | 21,7 | 22,6 | 22,9 | 22,9 | 21,89 |
| T. max. moy. | 28,2 | 28,8 | 28,6 | 27,5  | 26   | 25   | 24,6 | 26,5 | 27,2 | 27,7 | 27,5 | 27,3 | 27,08 |
| Préc. (mm)   | 296  | 188  | 164  | 61,2  | 27,8 | 14,1 | 15,7 | 13,7 | 40,5 | 123  | 228  | 319  | 1 491 |

| Diagramme climatique                                  |           |             |              |          |            |              |              |              |             |             |             |
| J                                                     | F         | M           | A            | M        | J          | J            | A            | S            | O           | N           | D           |
| 28,218,8296                                           | 28,819188 | 28,618,8164 | 27,517,361,2 | 261527,8 | 2513,414,1 | 24,613,115,7 | 26,514,413,7 | 27,216,240,5 | 27,717,5123 | 27,518,2228 | 27,318,4319 |
| Moyennes : • Temp. maxi et mini °C • Précipitation mm |           |             |              |          |            |              |              |              |             |             |             |

### Urbanisme
Comme toutes les grandes villes brésiliennes, Belo Horizonte comporte de nombreux gratte-ciel (immeubles d'au moins 100 m de hauteur).
En 2022 l'agglomération de Belo Horizonte en comporte 37 .
Le plus ancien d'entre eux est l'Edificio Acaiaca qui remonte à 1940.
Le plus haut gratte-ciel de la ville même de Belo Horizonte est l'Edificio Aureliano Chaves, haut de 121 m et achevé en 2014. 
Dans la ville satellite de Nova Lima se trouvent d'autres gratte-ciel encore plus hauts.

## Histoire

### Origines
Le site actuel de la ville fut occupé en 1701 par João Leite da Silva Ortiz, un bandeirante, qui y construisit une fazenda. Par la suite, d'autres nouveaux-venus s'implantèrent dans la région, qui dépendait alors de la ville de Sabara. Sous le nom de Curral del Rei, le noyau urbain, comptait déjà 1 339 habitants en 1823. La ville fut, avec quatre autres, choisie dans les années 1890 pour être le site où serait bâtie la nouvelle capitale de l'État de Minas Gerais.
Belo Horizonte fut planifiée en 1894 pour être la nouvelle capitale de l'État de Minas Gerais par les architectes Aarão Reis et Francisco Bicalho. Elle fut inaugurée en 1897.

### Développement
Peuplée seulement de 13 500 habitants en 1900 et de 211 000 habitants en 1940, la ville abritait 2 512 000 habitants en 2019. Il s’agit donc du type même d’une ville-champignon, qui reflète le développement économique de la région dont elle est la capitale. Par la volonté de ses planificateurs, le site fut choisi au cœur de la zone d'extraction du minerai de fer du plateau du Brésil. Ceci favorisa l’essor rapide de ses activités industrielles et tertiaires, de même que son rôle de centre régional. Dès le XVIIIe siècle, le Minas Gerais connut une première phase de croissance avec la découverte de riches gisements aurifères ; sa capitale était alors Ouro Prêto qui, devenue trop exiguë et trop ancienne, fut donc remplacée à la fin du XIXe siècle par Belo Horizonte.
Belo Horizonte continue à s'organiser de façon très géométrique : dès sa création, elle avait en effet été conçue selon un plan hippodamien, avec de grandes avenues rectilignes et parallèles coupées par des rues à angle droit. Le centre a été réorganisé, avec un ensemble d'avenues et de rues disposées comme les rayons d'une immense roue. La croissance de l'espace urbain, au-delà de la ville planifiée, s'est faite par grands lotissements : l'organisation actuelle de la ville est caractérisée par une juxtaposition d'unités urbaines. Centre industriel et tertiaire important, Belo Horizonte est une ville tentaculaire où les favelas s'étendent en périphérie.

## Démographie
La ville comptait 2 375 444 habitants dans ses limites municipales selon le recensement de 2010, et 2 502 557 suivant l'estimation de population faite en 2015 par l'Institut brésilien de géographie et de statistique. Sa région métropolitaine comptait 6 000 000 habitants en 2019, ce qui en fait la troisième agglomération du Brésil après São Paulo (21 700 000 h.) et Rio de Janeiro (12 800 000 h.).
Selon le recensement de 2010 de l'IBGE (Instituto Brasileiro de Geografia e Estatística), la composition raciale de Belo Horizonte était la suivante: 46,7% des habitants se déclaraient blancs (Brancos), 41,9% métis (Pardos), 10,2% noirs (Pretos), 1,1% asiatiques (Amarelos) et 0,1% amérindiens (Indigénas). La population de la ville se répartit entre 53,1% de femmes et 46,9% d'hommes.
Au cours du XVIIIe siècle, de nombreux émigrants du Portugal (surtout du nord du pays) se sont établis au Minas Gerais, attirés par les riches gisements d'or et de pierres précieuses. Par la suite, une importante communauté italienne s'est établie dans la région et, aujourd'hui, près de 30% des habitants de la ville ont, à des degrés divers, une origine italienne. Les personnes d'origine allemande, syro-libanaise ou espagnole sont également très nombreux.

### Religion
| Religion                | Pourcentage | Nombre    |
| ----------------------- | ----------- | --------- |
| Catholiques             | 59,87 %     | 1 422 084 |
| Protestants             | 25,06 %     | 595 244   |
| Sans religion ou athées | 8,02 %      | 190 414   |
| Spiritistes             | 4,07 %      | 96 639    |

Source : IBGE 2010.

## Politique et administration
La ville est administrée par un maire et un conseil municipal de 41 membres, élus pour quatre ans. Les dernières élections ont eu lieu le 15 novembre 2020.
| Période                                  | Période  | Identité        | Étiquette | Qualité |
| ---------------------------------------- | -------- | --------------- | --------- | ------- |
| Les données manquantes sont à compléter. |          |                 |           |         |
| 2009                                     | 2016     | Marcio Lacerda  | PSB       |         |
| 2017                                     | 2022     | Alexandre Kalil | PSD       |         |
| 2022                                     | En cours | Fuad Noman      | PSD       |         |

## Culture

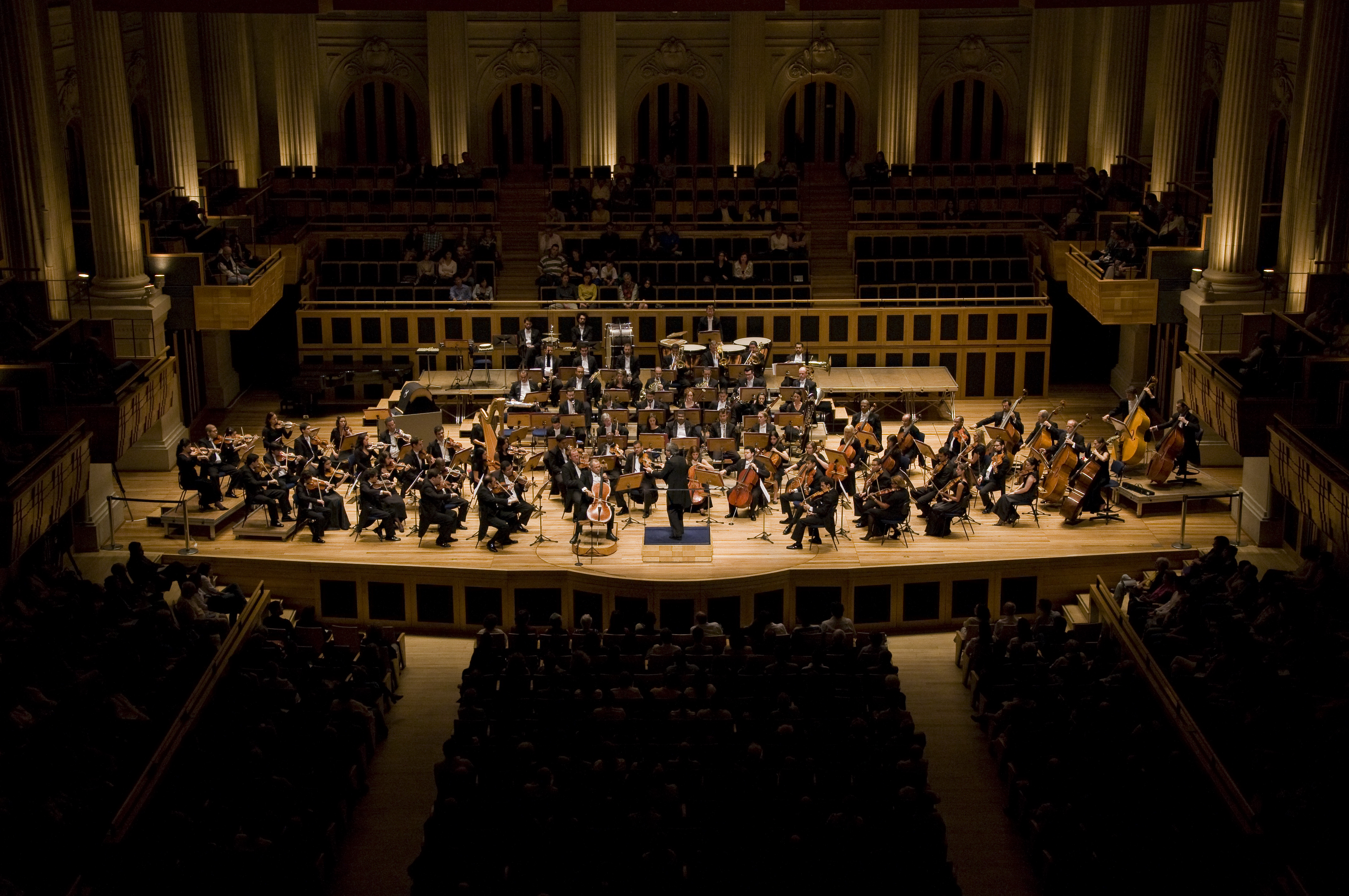
L'Orquestra Filarmônica de Minas Gerais, créé à Belo Horizonte, ici en représentation à Sao Paulo. Novembre 2010.

Chaque année, divers festivals (musique, films, théâtre et danse) se tiennent dans la ville, de même que plusieurs autres manifestations artistiques et culturelles de niveau national ou international.
De nombreux talents sont issus de la scène musicale de Belo Horizonte. Ainsi par exemple, Milton Nascimento, un célèbre auteur-compositeur carioca de MPB et de Latin jazz s’est installé en 1963 dans la ville pour commencer sa carrière. Le jazzman Toninho Horta, qui a longtemps travaillé avec Nascimento, est originaire de la ville.
Dans les années 80 et 90, la ville est devenue la capitale du heavy metal brésilien, grâce à un groupe local, Sepultura, qui fit ensuite une carrière internationale. Belo Horizonte est également une scène de la musique classique, avec l’orchestre philharmonique de Minas Gerais, qui se produit régulièrement à l’auditorium Sala Minas Gerais.
La vaste programmation musicale, chorégraphique et théâtrale du SESC Palladium, du Palácio das Artes et de nombreux centres culturels soulignent l’importance au quotidien de la culture à Belo Horizonte. Au centre-ville, se trouve le Circuito Cultural Praça da Liberdade — cet ancien bâtiment gouvernemental abrite aujourd'hui le Memorial Minas Gerais Vale (un musée consacré à l’art, la culture et l’histoire mineiro) et le Centro de Arte Popular Mineira. Également proche de la Praça da Liberdade, les férus d’architecture peuvent apprécier l’immeuble Niemeyer, du nom de son concepteur, le grand architecte brésilien Oscar Niemeyer.

## Économie
La ville a diversifié ses industries ; outre ses ressources minières propres, elle dispose d'importantes sources d'énergie (hydro-électricité notamment), d'une raffinerie de pétrole et de nombreuses industries (sidérurgie, métallurgie, constructions mécaniques, pétrochimie, plastique, agro-alimentaire). L'industrie est également très développée dans son agglomération, notamment à Contagem, Santa Luzia et Betim (raffinage de pétrole, industrie automobile).

## Transports
Compte tenu de la population de l'agglomération, le réseau de transports en commun apparaît vite sous-dimensionné. En 2019, si plusieurs projets sont en cours d'élaboration, celui-ci ne compte en effet qu'une seule ligne de métro et le réseau de bus à haut niveau de services Move est limité à quelques lignes. De ce fait, Belo Horizonte est caractéristique de ce que peut être une métropole du « tout voiture » et un parfait contre-exemple en matière de mobilités douces et de transition environnementale.

## Sports
Le football est une religion pour la plupart des brésiliens et Belo Horizonte ne fait pas exception. L’Independência Stadium et le Governador Magalhães Pinto Stadium (ou Mineirão, comme l’appellent les locaux) ont accueilli la Coupe du monde en 1950 et 2014. Ce stade chargé d'histoire a notamment accueilli la demi-finale de la coupe du monde 2014 entre le Brésil, alors pays hôte, et l'Allemagne, future championne du monde, dans laquelle la seleçao a essuyé la plus grosse défaite de son histoire sur un score inédit en coupe du monde pour le Brésil : 7-1. Du côté des clubs locaux, Belo Horizonte rassemble deux équipes de football de dimension nationale, Cruzeiro et l'Atlético Mineiro, cette dernière étant la plus ancienne de la ville. Évoluant dans le même championnat, les deux clubs s'affrontent à plusieurs reprises chaque année.

## Télécommunications
Le préfixe téléphonique (DDD) de Belo Horizonte est le 31 et celui du Brésil le 55. Il faut donc composer le + 55 31 pour appeler vers Belo Horizonte à partir de l'étranger.

## Naissances
- Marcelo Melo, joueur de tennis brésilien, n°1 mondial en double, champion de Roland Garros et Wimbledon
- Bruno Soares, joueur de tennis brésilien, n°2 mondial en double, champion de l'Open de Australie et de l'US Open
- André Sá, joueur de tennis brésilien
- Anderson Rodrigues, joueur de volley-ball, champion olympique.
- Nicolas Oliveira, nageur brésilien
- Marcus Mattioli, nageur brésilien, médaillé olympique.
- Walewska, joueuse de volley-ball, champion olympique.
- Raulzinho, joueur de basket-ball
- Moysés Blás, joueur de basket-ball, médaillé olympique.
- Max Cavalera et Igor Cavalera, musiciens, fondateurs du groupe Sepultura (Max y est né le 4 août 1969 et Igor le 4 septembre 1970).
- Tostão, footballeur brésilien, champion de la Coupe du monde de football 1970.
- Toninho Cerezo, footballeur brésilien.
- Léo Mineiro, footballeur brésilien.
- Fred, footballeur brésilien.
- Bernard, footballeur brésilien.
- Nikolas Ferreira, homme politique brésilien.
- Sheilla Castro (1983-), joueuse brésilienne de volley-ball, double champion olympique.

## Jumelages
- Cuenca (Équateur)
- Grenade (Espagne)
- La Havane (Cuba)
- Homs (Syrie)
- Newark (États-Unis)
- Porto (Portugal)

## Honneur
L'astéroïde (10770) Belo Horizonte porte son nom.

#### Tourisme
- (en) Informations Touristiques